# 関屋貞三郎
関屋 貞三郎（せきや ていざぶろう、1875年〈明治8年〉5月4日 - 1950年〈昭和25年〉6月10日）は、日本の官僚・政治家。
宮内次官（第11代）、静岡県知事（第17代）、貴族院議員、日本銀行監事、朝鮮総督府学務局長（初代）、枢密顧問官を歴任した。位階勲等は正二位勲一等瑞宝章。

## 年譜
- 1899年（明治32年）7月10日 - 東京帝国大学法科大学卒業。7月15日内務属、地方課勤務。11月20日文官高等試験合格。
- 1900年（明治33年）5月26日 - 台湾総督府参事官。
- 1902年（明治35年）1月10日 - 兼大蔵省参事官。
- 1903年（明治36年）7月29日 - 兼内務大臣秘書官。8月26日免兼大蔵省参事官。
- 1904年（明治37年）2月25日 - 免兼官、兼台湾総督秘書官。
- 1905年（明治38年）5月19日 - 兼関東州民政署事務官。7月31日関東州民政署事務官兼台湾総督府参事官。
- 1906年（明治39年）9月1日 - 関東都督府事務官兼関東都督府民政署長。
- 1907年（明治40年）10月9日 - 佐賀県事務官、内務部長。
- 1908年（明治41年）6月12日 - 鹿児島県事務官、内務部長。
- 1910年（明治43年）10月1日 - 朝鮮総督府学務局長。
- 1917年（大正6年）10月8日 - 朝鮮総督府中枢院書記官長兼朝鮮総督府学務局長。
- 1919年（大正8年）8月20日 - 静岡県知事。
- 1921年（大正10年）3月9日 - 宮内次官。
- 1933年（昭和8年）2月25日 - 依願免本官。12月5日貴族院議員[2]（勅選、昭和21年4月13日まで[3]）。
- 1935年（昭和10年）2月 - 日本銀行監事。
- 1939年（昭和14年）6月 - 中央協和会理事長。
- 1946年（昭和21年）3月19日 - 枢密顧問官（昭和22年5月2日まで）。
- 1947年（昭和22年）5月2日 - 廃庁により退官。
- 1950年（昭和25年）6月10日 - 死去。天皇、皇后、皇太后から祭粢料を賜った[4]。墓所は青山霊園。

## 栄典
位階
- 1902年（明治35年）12月24日 - 叙従六位
- 1905年（明治38年）5月30日 - 正六位[5]
- 1907年（明治40年）6月10日 - 従五位
- 1910年（明治43年）12月20日 - 正五位[6]
- 1916年（大正5年）3月31日 - 従四位
- 1921年（大正10年）4月11日 - 正四位[7]
- 1926年（大正15年）4月15日 - 従三位
- 1931年（昭和6年）5月1日 - 正三位
- 1933年（昭和8年）2月27日 - 従二位[8]
- 1950年（昭和25年）6月10日 - 正二位

勲章等
- 1906年（明治39年）4月1日 - 勲五等双光旭日章[9]
- 1911年（明治44年）6月28日 - 勲四等授瑞宝章
- 1915年（大正4年）9月29日 - 勲三等授瑞宝章
- 1922年（大正11年）9月28日 - 勲二等授瑞宝章
- 1926年（大正15年）10月28日 - 勲一等授瑞宝章
- 1930年（昭和5年）12月5日 - 帝都復興記念章[10]

## 家族
- 関屋家は二本松藩藩医の家系で、関屋敏子は関屋のいとこである[11]。
- 関屋敏子の外祖父はチャールズ・ルジャンドル（外交官、米陸軍准将）、伯父は15代目市村羽左衛門、曽祖父は松平春獄（福井藩16代藩主）、すなわち高祖伯父は徳川家斉（江戸幕府第11代将軍）である。
- 父親は関屋良純、母親はウタ（寺山季三郞二女）。母ウタの妹コトの子、即ち従弟に渡部信。
- 妻のキヌ（衣子）は長田銈太郎の娘。日本聖公会聖アンデレ教会信徒。
- 長男・関屋正彦（1904-1994）は教育者、聖職者、官僚。立教英国学院校長、聖ヨハネ大学教授、普連土学園校長、日本聖公会の聖職者を務めた[12]。
- 二男・関屋友彦（1909年生）は東大法学部卒業後、横浜正金銀行上海支店、華北交通会社北京本社勤務、戦後はリーダーズダイジェスト日本支社など外資系企業に勤め、独協大学英語学部非常勤講師なども務めた。妻は大河内正倫の娘。父親や家族のことを書いた著書『使命感に燃えた三人の男 - 台湾統治・日露戦争講和・韓国併合・終戦秘史』『私の家族の選んだ道 激動の五十年 明治・大正・昭和』がある。
- 三男・関屋光彦（1912年生）は教育者。京城で生まれ、一高、東京帝大文学部哲学科卒業後、同大学院に進んだが兵役と病気により満期退学、青山学院中学部教諭となり、以後東京女子高等師範学校、松本高等学校、津田塾大学、国際キリスト教大学、東海大学、東京女子大学で教えた[13]。妻は森有礼の孫娘で世界平和アピール七人委員会委員・関屋綾子である。
- 長女・淑子（1906年生）は官僚・木内重四郎の長男で外交官の木内良胤に嫁いでいる[14]。関屋家は木内家を通じて三菱財閥の創業者一族・岩崎家と縁続きにあるといえる（重四郎の妻、すなわち良胤の母・磯路は三菱の創業者・岩崎弥太郎の次女[15][16]）。元衆議院議員・木内孝胤は木内良胤・淑子夫妻の孫であり貞三郎の曾孫にあたる（孝胤の父・昭胤は良胤・淑子夫妻の長男で貞三郎の孫）。
- 三女の由香（1913年生）は外交官の奈良橋一郎に嫁いでいる[17]。作詞家・映画プロデューサーなどとして知られる奈良橋陽子は一郎の娘であり貞三郎の孫にあたる[18]。
- 四女・美恵は平福百穂の長男・一郎（河北総合病院長、自衛隊中央病院長）の妻。
- 姉・わかは法学博士・小林丑三郞の妻。
- 妹・カツは大石正巳の長男・大石明徳の妻。

## 演じた人
- 夏八木勲 - 孫の奈良橋陽子が企画した映画『終戦のエンペラー』で貞三郎を演じた。

### 関連文献
- 『関屋貞三郎日記』 茶谷誠一編、国書刊行会（全4巻）、2018年（平成30年）-。22年分の日記を翻刻校訂